# Two Paths
A Two Paths a finn Ensiferum hetedik nagylemeze, mely 2017-ben jelent meg az egyik legnagyobb metál-kiadó, a Metal Blade Records gondozásában. Magyar vonatkozása, hogy a borítót Havancsák Gyula készítette.

## Az album dalai
Az összes dalszöveg szerzője Sami Hinkka. 
| 1.    | Ajattomasta unesta (Toivonen)                             | 2:12 |
| 2.    | For Those About to Fight for Metal (Hinkka/Toivonen/Skog) | 5:17 |
| 3.    | Way of the Warrior (Toivonen)                             | 3:57 |
| 4.    | Two Paths (Toivonen)                                      | 4:48 |
| 5.    | King of Storms (Hinkka/Toivonen)                          | 5:16 |
| 6.    | Feast with Valkyries (Toivonen/Skog)                      | 4:08 |
| 7.    | Don't You Say (Toivonen)                                  | 3:39 |
| 8.    | I Will Never Kneel (Hinkka)                               | 5:00 |
| 9.    | God Is Dead (Hinkka)                                      | 4:15 |
| 10.   | Hail to the Victor (Toivonen)                             | 5:10 |
| 11.   | Unettomaan aikaan (Toivonen/Skog/Hinkka)                  | 2:14 |
| 12.   | God is Dead (alternative version) (Hinkka)                | 3:55 |
| 13.   | Don't You Say (alternative version) (Toivonen)            | 3:39 |
| 53:30 |                                                           |      |

## Közreműködők
- Petri Lindroos – ének, gitár, ütős hangszerek
- Markus Toivonen – gitárok, buzuki, ütős hangszerek, ének
- Sami Hinkka – basszusgitár, cimbalom ütős hangszerek, ének
- Janne Parviainen – ütős hangszerek
- Netta Skog – harmonika, ének